# Consolidated Contractors Company
Consolidated Contractors Company (CCC) (em árabe: شركة اتحاد المقاولين‎‎) é uma conglomerado privado, sediado em Atenas, com operações no Oriente Médio.

## História
A companhia foi estabelecida em 1952.